# Rhynchaenus pilosus
Rhynchaenus pilosus är en skalbaggsart som först beskrevs av Fabricius 1781.  Rhynchaenus pilosus ingår i släktet Rhynchaenus, och familjen vivlar. Arten är reproducerande i Sverige.